# Würzburg–Stuttgart-vasútvonal
A Würzburg–Stuttgart-vasútvonal (ismert még mint Frankenbahn, Frankföld után elnevezve, melynek területén nagyrészt halad) egy normál nyomtávolságú, kb.: 180 km hosszúságú, 15 kV 16,7 Hz-cel villamosított kétvágányú vasútvonal Würzburg és Stuttgart között. A vasútvonal 140 km/h maximális sebességgel járható.

## Forgalom
A vonalon az S-Bahn Stuttgart és a DB Regio járatai közlekednek. a teherforgalom is jelentős a vonalon.

## Képek

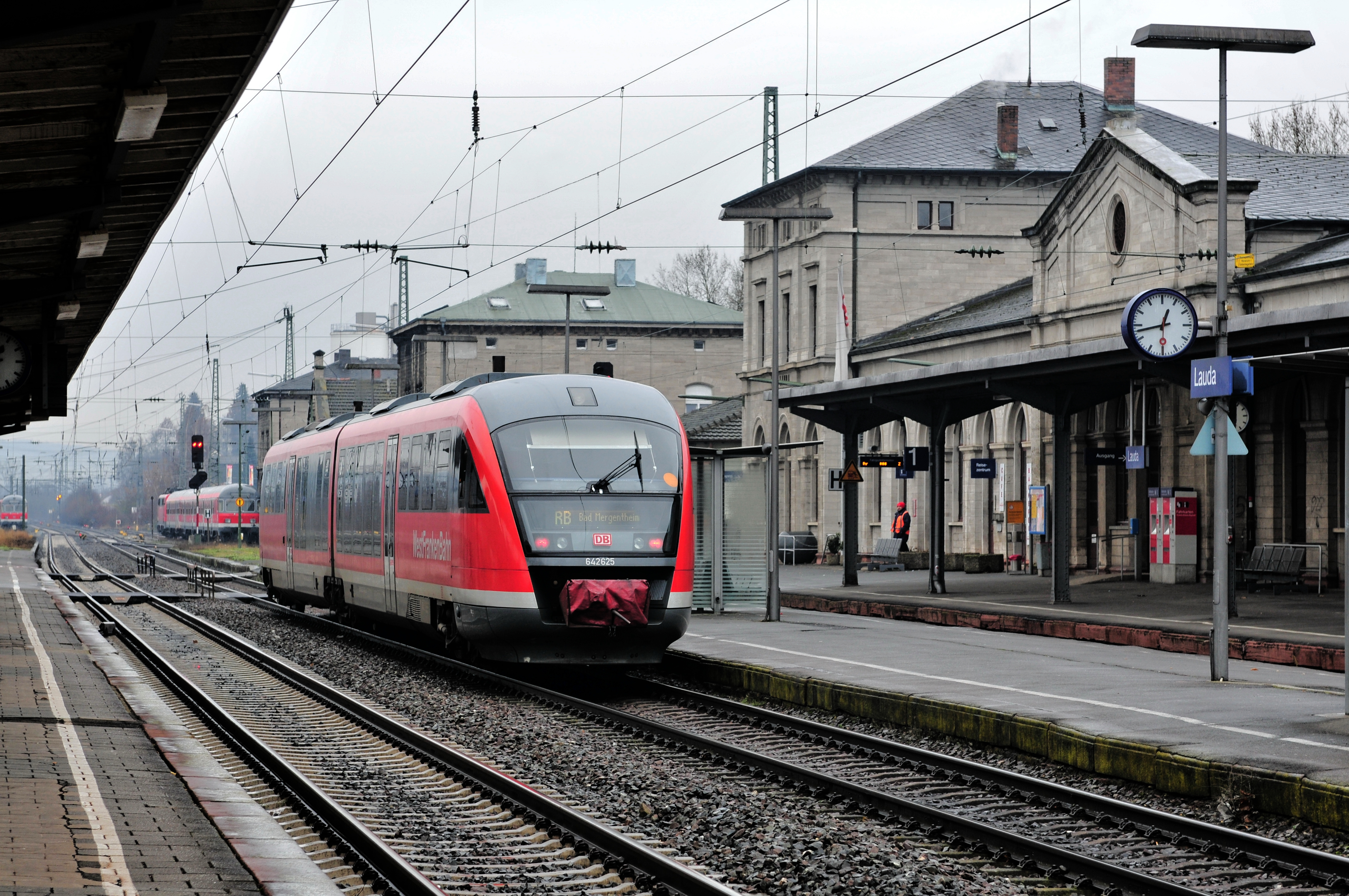
Bahnhof Lauda
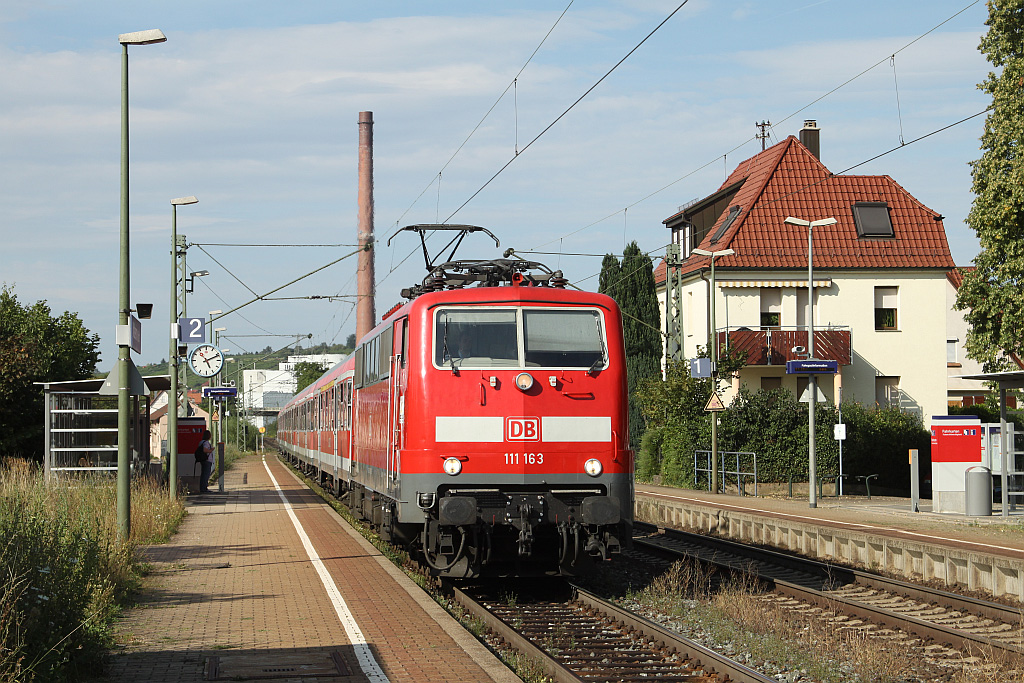
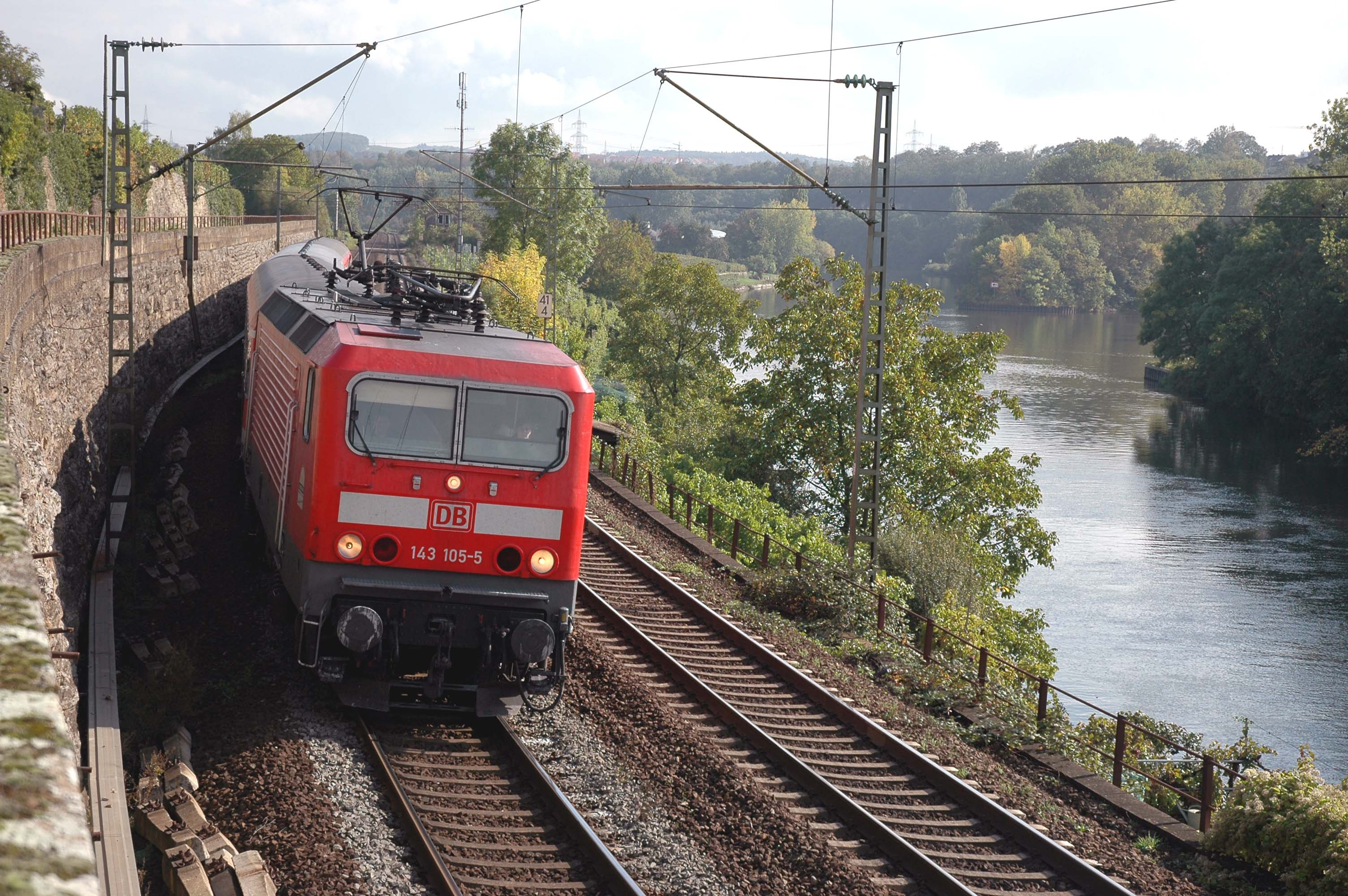
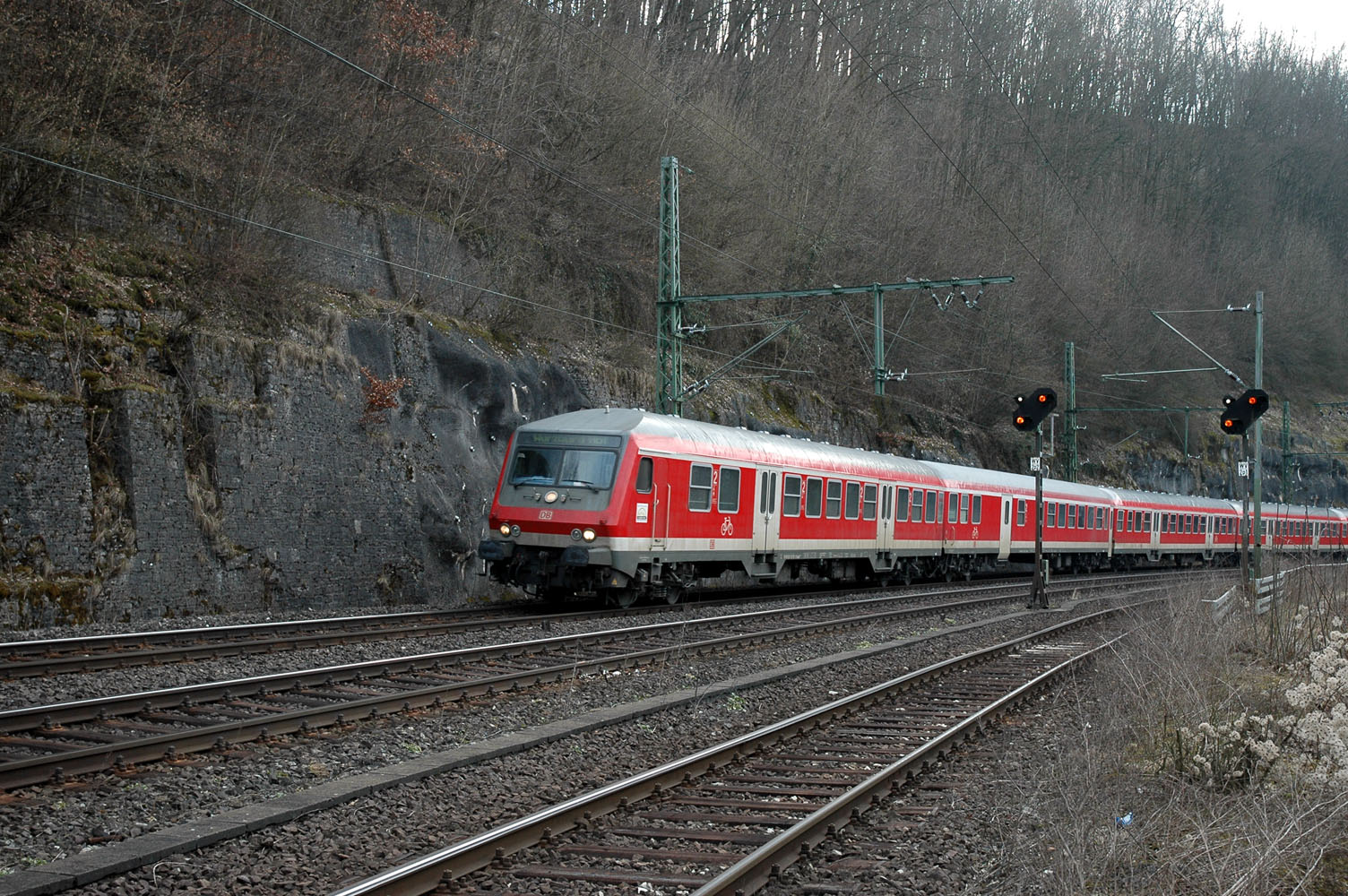
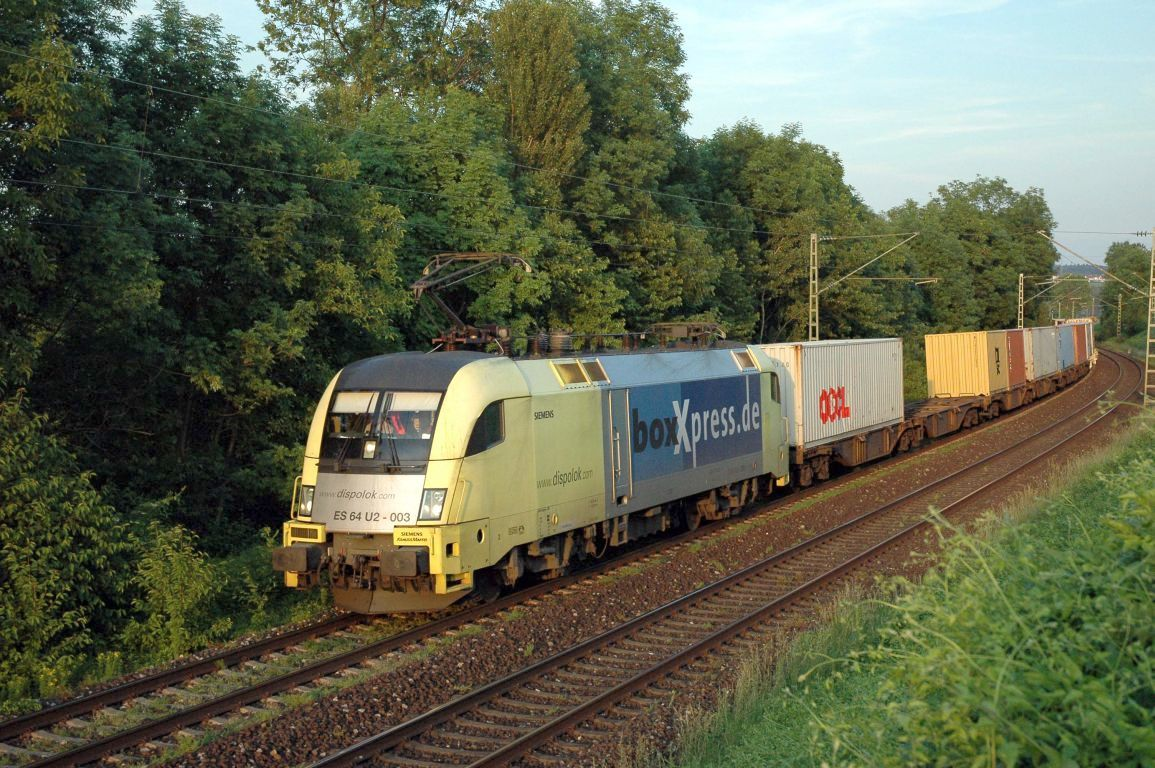
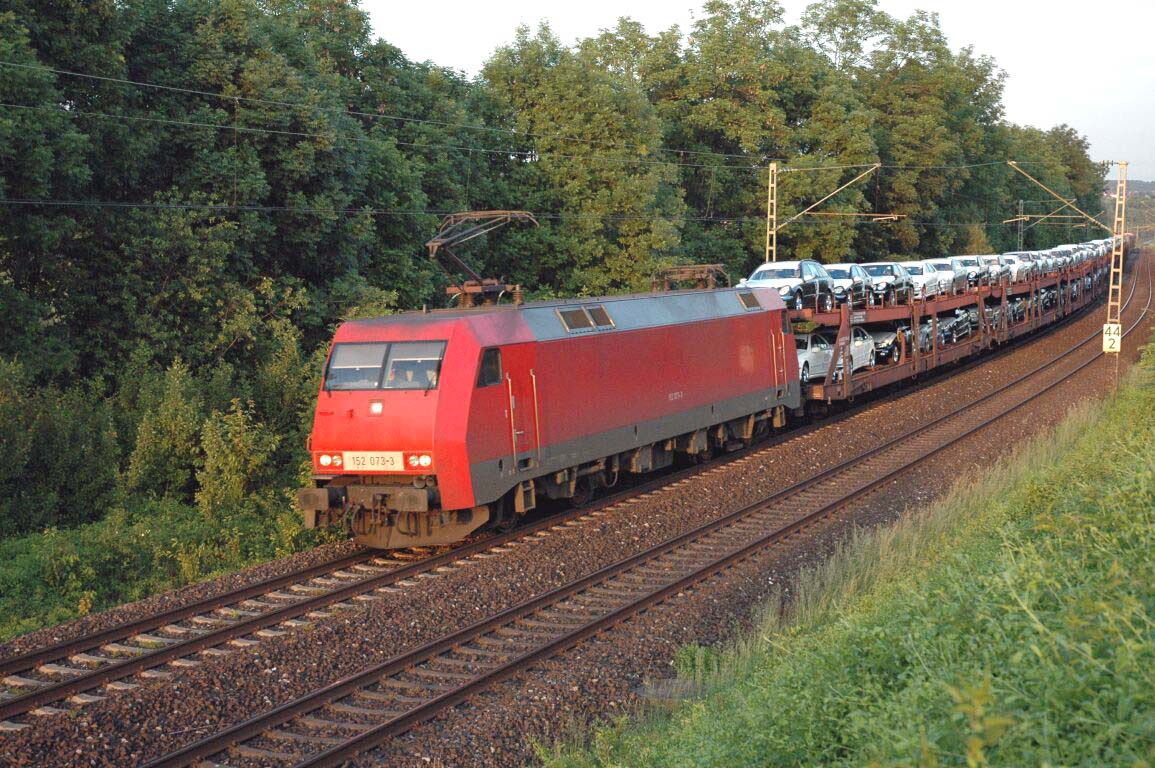
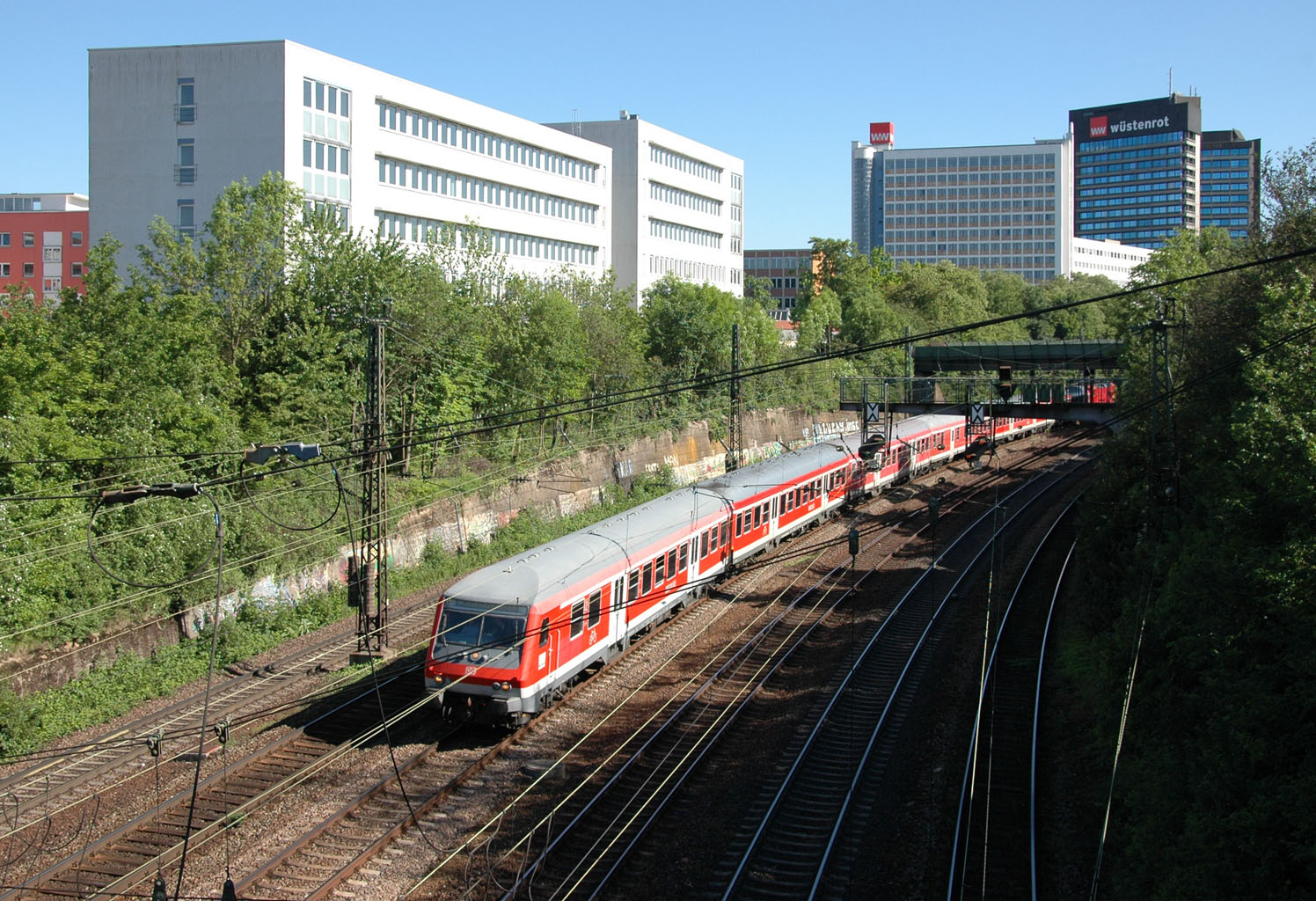